# El rapto de Europa (Jordaens)
El rapto de Europa es un cuadro realizado en 1643 por Jacob Jordaens (1593-1678). Está conservado en el Palais des Beaux-Arts de Lille. 

## Descripción
El cuadro representa a Europa en una escena más bien pastoral. La parte izquierda del cuadro describe a la ninfa rodeada de sus servidoras desnudas, preparándose para recibir a Júpiter, que ha tomado la forma de un toro blanco. Ella se dispone a subir a la grupa del toro, que está acostado con dulzura. La parte derecha del cuadro describe un rebaño de bueyes y de vacas conducido por Mercurio, visto de espaldas, que lleva su caduceo, con un ternero en primer plano. La presencia de Zeus es recordada una segunda vez por Cupido, sentado sobre un águila, atributo del dios, que le destaca en lo alto del cuadro, por encima de la copa de los árboles. 
El asunto es un pretexto para la evocación de la naturaleza y del erotismo de los cuerpos femeninos,  en armonía con la naturaleza.

## Análisis
Jordaens interpreta (como antes de él, Tiziano) este episodio mitológico, abandonando todo carácter maravilloso, y dando una imagen apacible de escena pastoral. Ninguna de las compañeras de Europa presta atención a la escena y continúan con sus juegos y sus ocupaciones. Jordaens se ha inspirado de la lectura bucólica de Ovidio en su Metamorfosis (II, 835-837).
Su precedente,  El rapto de Europa (1615-1616), que está conservado a la Gemäldegalerie de Berlín, es más erótico, y se parece casi a una bacanal.